# Valea Mută
Valea Mută, es un thriller rumano dirigido por Marian Crișan, se trata de la primera miniserie de HBO Europa realizada en el país, se estrenó el 23 de octubre de 2016 en HBO, el primer episodio se encuentra gratuitamente en HBO GO.
Está inspirada en la serie noruega, «Testigo» («Øyevitne») (que también tuvo un remake estadounidense, llamado Eyewitness, que se estrenó el 16 de octubre), «Valea Mută» nos lleva a la ciudad de Brașov donde dos adolescentes, Filip (Theodor Șoptelea) y Horia (Vlad Bălan), son los protagonistas de una experiencia traumática: una noche de amor en la casa de los padres de Horia es interrumpida por unos disparos cercanos, al acercarse a investigar los adolescentes son testigos de un crimen.